# Złoty
O złoty, zloty, zlóti ou zloti (pronúncia em polaco: /ˈzwɔtɨ/; símbolo: zł; código internacional: PLN) é a unidade monetária da Polônia. O nome da moeda significa literalmente "dourado", "áureo" ou "de ouro". O seu plural em polaco é złote ou złotych, dependendo do número; em português, pode ser złotys, zlotys, zlótis ou zlotis.
Como resultado da inflação no início da década de 1990, a moeda passou por uma redenominação. Assim, em 1 de Janeiro de 1995, 10.000 zlotys antigos (PLZ) transformaram-se num novo zloty (PLN). Como membro da União Europeia, a Polónia é obrigada a adoptar o euro quando todas as condições específicas forem cumpridas, mas não há limite de tempo para o cumprimento de todas elas.

## História
Após a queda do comunismo em 1989 e da sucessiva hiperinflação em 1990, o złoty foi novamente redenominado. Em 11 de Maio de 1994, foi aprovado um projecto de redenominação do Banco Nacional da Polónia; a lei que permitiu a entrada em vigor do projeto foi ratificada em 7 de julho de 1994. Assim, em 1 de Janeiro de 1995, o PLN foi introduzido a uma taxa de 1 PLN para 10.000 PLZ. Moedas e notas redesenhadas foram lançadas apresentando monarcas poloneses, que foram impressas por De La Rue em Londres (até 1997) e PWPW em Varsóvia (a partir de 1997).